# Meton van Athene
Meton van Athene (Oudgrieks: Μέτων ὁ Ἀθηναῖος) was een oud-Griekse astronoom, wiskundige en ingenieur. Hij was de zoon van Pausanias en leefde in de tweede helft van de 5e eeuw v.Chr. Hij studeerde geometrie en astronomie onder Paeinus, die in een observatorium op de Lycabettos heuvel sterrenkundige waarnemingen deed.  Hij ontdekte samen met Euctemon de ongelijke lengte van de jaargetijden.
Meton was geïnteresseerd in de fasen van de maan en bevestigde in dit verband de waarde van de periode van 19 jaar die in Babylonië al sinds 747 v.Chr. gebruikt werd. In 19 jaar vinden 235 lunaties plaats en staan zowel de zon als de maan weer in dezelfde positie. Deze periode wordt de cyclus van Meton genoemd; na 19 jaar vallen de maanfasen weer op dezelfde dagen van de maand.
Hij gebruikte dit om een kalender samen te stellen van 110 'lege' maanden van 29 dagen en 125 'volle' maanden van 30 dagen. Dit resulteert in een gemiddelde jaarlengte van 365+ 5/19 dag. Hoewel dit maar 30 minuten en 11 seconden te lang is, was er in 492 v.Chr. door Nabu-rimanni al een berekening die maar 6 minuten en 2 seconden te lang was.
Meton kreeg echter in Athene geen poot aan de grond voor zijn kalender en deze werd dan ook niet ingevoerd. Door Aristophanes werd met hem in De Wolken en De Vogels de draak gestoken. Hij werd voorgesteld als een lafaard die waanzin voorwendt om niet te hoeven vechten in de oorlog op Sicilië.
De krater Meton op de maan is naar hem genoemd. De krater heeft een diameter van 130.0 km en de coördinaten 73,6N 18,8O